# Dung (namn)
Dung är ett könsneutralt förnamn. 152 män har namnet i Sverige och 118 kvinnor. Flest bär namnet i Skåne, där 46 män och 37 kvinnor har namnet.